# Dyrosaurus
Dyrosaurus war ein Dyrosaurid aus dem Eozän. Zu seinen nächsten heute lebenden Verwandten gehören die Krokodile, mit denen er nicht direkt verwandt ist.

## Arten
Es wurden zwei Arten beschrieben:
- Dyrosaurus phosphaticus
- Dyrosaurus maghribensis

D. phosphaticus ist die Typusart, sie erhielt 1893 ihre wissenschaftliche Beschreibung anhand von Funden aus dem Gafsa-Becken in Tunesien. D. maghribensis wurde erst 2006 im Ouled-Abdoun-Becken in Marokko entdeckt.

## Beschreibung
Die Schnauze eines Dyrosaurus ähnelte einem Gavial, mit dem er nicht näher verwandt ist. Er hatte sehr viele Zähne im Maul, die darauf spezialisiert waren, glitschige Beute zu packen. Die Beine waren kurz und stämmig, während sein Körper flach und stromlinienförmig war. Der Schwanz war lang und kräftig, was ein Indiz dafür ist, dass Dyrosaurus ein guter Schwimmer war. 
Dyrosaurus wurde 6 Meter lang. Heutige Gaviale werden genauso lang. 

## Lebensweise
Die Knochen von Dyrosaurus fand man in Tunesien und Marokko, wo im Eozän ein tropisches Meer lag. Das legt die Ansicht nahe, dass Dyrosaurus ein Meeresbewohner war. Seine lange mit Zähnen gespickte Schnauze war perfekt fürs Fangen von Fischen. 